# Aleksej Lvov
Aleksej Fjodorovitj Lvov, född 5 juni 1798, död 28 december 1870, var en rysk tonsättare och violinist.
Lvov var både musiker och militär, blev generalmajor och adjutant hos Nikolaj I av Ryssland. Hans kompositioner utgörs av operor, körsånger, violinmusik med mera. Mest är kan känd genom sin tonsättning av den ryska nationalhymnen Bozje tsarja chrani ("Gud bevare tsaren") till text av Vasilij Zjukovskij.